# Opłaty półkowe
Opłaty półkowe – inaczej zwane nielegalnymi opłatami marketingowymi i logistycznymi. Są to należności nakładane przez duże sieci handlowe na swoich dostawców za obecność ich produktów w super- i hipermarketach.
Na fakturach ukrywane są jako koszty za m.in.:
- działania marketingowe i reklamowe
- konsultacje handlowe
- usługi logistyczne i magazynowe
- otwarcie lub urodziny marketu.

Zgodnie z polskim ustawodawstwem i orzecznictwem sądowym powyższe praktyki są nielegalne. Stanowią o tym:
- Ustawa o zwalczaniu nieuczciwej konkurencji z dnia 16.04.1993 r. (Dz.U. z 2022 r. poz. 1233)
- Wyrok Sądu Najwyższego z dnia 26.01.2006 r., sygn. II CK 378/05, Wokanda, 2006/6

W niektórych państwach, np. w USA opłaty półkowe są legalne.